# Joliane Melançon
Joliane Melançon (Laval, 22 de març de 1986) és una esportista canadenca que va competir en judo, guanyadora d'una medalla de bronze als Jocs Panamericans de 2011, i quatre medalles de bronze al Campionat Panamericà de Judo entre els anys 2009 i 2012.
Va participar en els Jocs Olímpics de Londres 2012, on va finalitzar setzena en la categoria de –57 kg.

## Palmarès internacional
| Jocs Panamericans    | Jocs Panamericans           | Jocs Panamericans | Jocs Panamericans |
| Any                  | Lloc                        | Medalla           | Categoria         |
| -------------------- | --------------------------- | ----------------- | ----------------- |
| 2011                 | Guadalajara ( Mèxic)        | 3                 | –57 kg            |
| Campionat Panamericà |                             |                   |                   |
| Any                  | Lloc                        | Medalla           | Categoria         |
| 2009                 | Buenos Aires ( Argentina)   | 3                 | –57 kg            |
| 2010                 | San Salvador ( El Salvador) | 3                 | –57 kg            |
| 2011                 | Guadalajara ( Mèxic)        | 3                 | –57 kg            |
| 2012                 | Mont-real ( Canadà)         | 3                 | –57 kg            |